# Bearded collie
A bearded collie (szakállas collie), becenevén „bierdie”, skót eredetű kutyafajta. Skóciában már a 16. században ismerték, önálló fajtaként mégis csak 1944-ben jegyezték be. Bár eredetileg pásztorkutya volt, ma már főként családi kedvencként tartják.

## Története

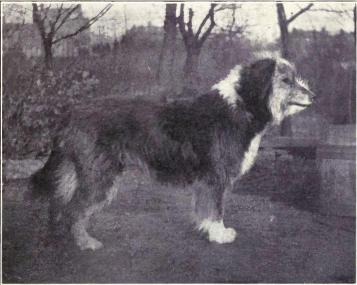
Bearded collie 1915-ből

A bearded collie egy skót pásztorkutyafajta. Ősi feladata a nyáj terelése, vásárra hajtása és őrzése volt. A vasút elterjedése után feladata megszűnt. Már a kihalás szélén állt, amikor 1944-ben Mrs. G. Olive Willison elkezdte felkutatni a megmaradt bearded collie-kat. Ma már főként társnak, családi kedvencnek tartják, ám jellemében még mindig megmaradt a pásztorkutya-magatartás.

## Megjelenése
Közepes termetű, arányos felépítésű, nyújtott testű kutya. Marmagassága: kan, 53–56 cm, szuka, 51–55 cm. Súlya 30 kg.  Szőre hosszú, színe lehet palaszürke, fekete, barna kék és fawn (tejeskávé színű) fehér jegyekkel, vagy anélkül. A szőr durva tapintású. Lábai párnásak, vaskosak. Mozgása rugalmas és könnyed, szinte száll a levegőben, lobogó szőre pedig impozáns külsőt kölcsönöz a kutyának.

## Jelleme
Végtelenül kedves, barátságos, gyermekszerető, hűséges kutya. Imádja az embereket, nem félénk, nem bizalmatlan. Nagyon ragaszkodó, őrzi és védelmezi gazdáját. Szeret utazni, kirándulni. Rengeteg foglalkozást, sok változatosságot igényel, csak így marad kedves és játékos. Neveléséhez nagy türelemre van szükség, mert igencsak szeleburdi. Házőrzésre nem alkalmas, de nagyon jó jelzőkutya és szükség esetén bátran védelmezi gazdáját.

## Igényei és ápolása
A beardie szőre rendszeres ápolást igényel, hetente egyszer át kell fésülni dús szőrzetét. A fésülés meglehetősen sok időt vesz igénybe és nagyban megkönnyíti egy ápolóasztal. Ajánlott havonta megfürdetni kutyasamponnal, és kéthavonta kozmetikushoz vinni, hogy rendbeszedjék a szőrzetét. Nagy mozgásigényű kutya, nem elég levinni a parkba, naponta több óra sétáltatást igényel és futtatni is kell. Aránylag egészséges fajta és átlagosan 15 évig él. Bár tartása hely- és időigényes, aligha választhatunk nála kellemesebb és hűségesebb társat.